# Hillevi Engström
Hillevi Maria Engström (ur. 15 kwietnia 1963 w Sollentunie) – szwedzka polityk, funkcjonariuszka policji, działaczka Umiarkowanej Partii Koalicyjnej, parlamentarzystka, od 2010 do 2014 minister.

## Życiorys
W 1983 ukończyła akademię policyjną. Później studiowała m.in. prawo na Uniwersytecie w Örebro i na Uniwersytecie w Sztokholmie.
Do 1996 pracowała w policji, m.in. jako detektyw. Później do 2002 była działaczką w związku branżowym, pełniąc funkcję jego rzecznika. Zaangażowała się w działalność Umiarkowanej Partii Koalicyjnej. W 2002, 2006 i 2010 z jej ramienia była wybierana do Riksdagu. W partii zajmowała się m.in. sprawami równouprawnienia.
W 2010 w związku z rekonstrukcją rządu Fredrika Reinfeldta po wyborach parlamentarnych objęła urząd ministra zatrudnienia (kierownika resortu), zastępując Tobiasa Billströma. 17 września 2013 przeszła na stanowisko ministra ds. międzynarodowej współpracy i rozwoju. Zakończyła urzędowanie w 2014, pozostając członkinią parlamentu na kolejną kadencję. Zrezygnowała z mandatu w 2015 w związku z podjęciem pracy jako przewodniczący administracji lokalnej gminy Upplands Väsby (kommundirektör).